# Home Nations Championship 1888
Home Nations Championship 1888 – szósta edycja Home Nations Championship, mistrzostw Wysp Brytyjskich w rugby union, rozegrana pomiędzy 4 lutego a 10 marca 1888 roku. Trzy uczestniczące reprezentacje wygrały po jednym pojedynku, zatem tytuł został zdobyty przez nie ex aequo.
W turnieju nie wzięła udziału Anglia, która nie przystąpiła do International Rugby Football Board, przez co pozostałe kraje odmówiły rozgrywania z nią meczów.
Zgodnie z ówczesnymi zasadami punktowania, zwycięzcą meczu była drużyna z większą liczbą goli. Przy jednakowej liczbie goli zwyciężał natomiast zespół, który zdobył więcej przyłożeń.

## Mecze
| 4 lutego 1888 | Walia                     | 0G, 1P – 0G, 0P | Szkocja | Rodney Parade, Newport Widzów: 7 000 Sędzia: Joseph Chambers |
| 4 lutego 1888 | Punkty: Pryce-Jenkins (P) | Relacja         |         | Rodney Parade, Newport Widzów: 7 000 Sędzia: Joseph Chambers |

| 3 marca 1888 | Irlandia                                                   | 2G – 0G | Walia | Lansdowne Road, Dublin Widzów: 4 000 Sędzia: George Rowland Hill |
| 3 marca 1888 | Punkty: Shanahan (P) Warren (P) Rambaut (G) Carpendale (G) | Relacja |       | Lansdowne Road, Dublin Widzów: 4 000 Sędzia: George Rowland Hill |

| 10 marca 1888 | Szkocja                        | 1G – 0G | Irlandia | Raeburn Place, Edynburg Sędzia: James MacLaren |
| 10 marca 1888 | Punkty: McFarlan (P) Berry (G) | Relacja |          | Raeburn Place, Edynburg Sędzia: James MacLaren |